# Ale Santos
Alexandre de Oliveira Silva dos Santos (Cruzeiro, 24 de setembro de 1986), mais conhecido como Ale Santos, é um escritor, roteirista, especialista em storytelling sobre afrofuturismo, ativista, comunicador digital, autor de ficção científica e fantasia afro-brasileira e consultor em gamificação brasileiro.
Dois de seus livros concorreram à final do Prêmio Jabuti: Rastros de resistência: histórias de luta e liberdade do povo negro (categoria Ciências Humanas) em 2020 e O Último Ancestral em 2022. Esta primeira obra também se tornou parte do Clube de Leitura da Objetivos de Desenvolvimento Sustentável (ODS) da ONU (na categoria redução das desigualdades), enquanto a última obra também foi finalista do CCXP Awards de 2022.
Foi citado pela Revista Science Fiction Research Association (SFRA) como o autor afrofuturista mais popular da nova geração. Além disso, é colunista do portal Vice Brasil, colaborador da revista Superinteressante e do portal The Intercept Brasil.
Em 2020, venceu o Prêmio Sim à Igualdade Racial no pilar "Representatividade em novos formatos". Já em 2022, foi eleito uma das 100 personalidades negras mais influentes da lusofonia pela plataforma BANTUMEN.

## Biografia e carreira
Ale Santos nasceu na cidade de Cruzeiro, no interior de São Paulo, e cresceu na região conhecida como Morro do Itagaçaba (ou Morro da Cocada). Foi aos 12 anos que ele começou a escrever seus primeiros contos, quando a professora da escola apresentou a ele os clássicos da fantasia e da ficção científica. Assim, teve grande interesse por histórias como as de Sherlock Holmes, a do bárbaro Conan e dos Cavaleiros da Távola Redonda. Também próximo a essa idade o escritor assistiu ao filme de comédia Jamaica Abaixo de Zero, quando se identificou com o atletismo, participando de competições como velocista, vencendo competições estaduais, até que aos 18 anos, interrompeu a prática para cursar publicidade em uma faculdade de Lorena. Esse mesmo filme estimulou Ale a se identificar como uma pessoa negra.
Desde 2009, o escritor participa da rede social Twitter, a qual foi a propulsora para ele se tornar mais conhecido no Brasil. Em junho de 2018, uma série de publicações no Twitter a respeito da história de Leopoldo II da Bélgica, que foi responsável pela morte de milhões de congoleses nos séculos XIX e XX, viralizou e atingiu milhões de visualizações na rede social. O sucesso dessa e outras publicações no Twitter a respeito de povos negros atraiu a atenção de editoras brasileiras e proporcionou o lançamento de seu primeiro livro Rastros de resistência em 2019, que foi inspirado em algumas das histórias postadas na rede social. O rapper Emicida escreveu o prefácio deste livro.
Também em 2019, Ale Santos publicou um conto chamado Cangona na coletânea Todo Mundo Tem uma primeira Vez, baseado na canção homônima interpretada por Clementina de Jesus.
Já em 2021, o escritor lançou seu maior sucesso até o momento: O Último Ancestral, o qual narra uma história em um universo afrofuturista. O livro terá também uma adaptação para um RPG de mesa e para um série televisiva produzida pela RT Features, empresa que produziu o filme vencedor do Óscar de 2018 Me Chame Pelo Seu Nome.
No fim de 2023, Ale lança o livro A Malta Indomável, que é uma história paralela ao universo do seu último livro O Último Ancestral e conta com influências das mitologias afro-brasileiras, ribeirinhas e indígenas.
Ao lado do desenhista gaúcho Rafael Albuquerque, o qual desenhou a capa de O Último Ancestral, Ale participou como roteirista na elaboração de um HQ de Assassin's Creed ambientado no Brasil, chamado de "La Bestia", o qual faz parte da série Assassin's Creed: Visionaries e foi lançado no exterior em novembro de 2023.
Desde 2023, o escritor mora em Belém, tendo residido anteriormente em Guaratinguetá, no interior de São Paulo.

## Obras
- 2019 - Rastros de resistência: histórias de luta e liberdade do povo negro (Panda Books)
- 2019 - Cangona (conto da coletânea Todo Mundo tem um primeira Vez da Editora Plataforma 21)
- 2021 - O Último Ancestral (HarperCollins)
- 2023 - A Malta Indomável (HarperCollins)
- 2023 - La Bestia (HQ da série Assassin's Creed: Visionaries da Lounak Comics)

## Podcasts
- Ficções Selvagens
- Infiltrados no Cast